# دستگاه دنده دوچرخه
دستگاه دندهٔ دوچرخه (انگلیسی: Bicycle drivetrain systems) از سامانهٔ انتقال قدرت دوچرخه است. این سامانه برای انتقال نیرو از رکاب‌زن به چرخ‌های محرک در دوچرخه‌ها (و همچنین سه‌چرخه‌ها، چهارچرخه‌ها، یک‌چرخه‌ها یا سایر وسایل نقلیه نیروی انسانی) استفاده می‌شوند. اکثر آنها همچنین شامل نوعی سازوکار برای تبدیل سرعت و گشتاور از طریق چرخ‌دنده هستند.

## پیشینه
تاریخچه سیستم‌های انتقال قدرت دوچرخه ارتباط نزدیکی با تاریخچه دوچرخه دارد. تغییرات عمده در شکل دوچرخه اغلب با پیشرفت در سامانه‌های انتقال قدرت آغاز یا همراه بوده است. چندین سیستم انتقال قدرت اولیه از چرخ‌دنده‌های مستقیم استفاده می‌کردند که مستقیماً با یکدیگر در خارج از توپی درگیر می‌شدند. برخی از دوچرخه‌ها از یک چرخ عقب دو طرفه با چرخ‌دنده‌های با اندازه‌های مختلف در هر طرف استفاده می‌کردند. برای تعویض دنده، دوچرخه‌سوار توقف می‌کرد و پیاده می‌شد، چرخ عقب را برمی‌داشت و در جهت معکوس دوباره نصب می‌کرد. سیستم‌های دنده‌عقب در اواخر قرن نوزدهم توسعه یافتند، اما دنده‌عقب متوازی‌الاضلاع مدرن که با کابل کار می‌کند در دهه ۱۹۵۰ اختراع شد.

## جمع‌آوری نیرو
سیستم‌های انتقال قدرت دوچرخه برای جمع‌آوری نیرو از دوچرخه‌سواران به روش‌های مختلفی توسعه یافته‌اند.

### از پاها
- مجموعه کرنک، گروه مجموعه و پدال‌ها
- دوچرخه رکاب‌زنی
- * حرکت عمودی پا که حرکت یک دستگاه ورزشی بالارونده را تقلید می‌کند.
- * حرکت بیضوی پا که حرکت یک اسکی‌واره را تقلید می‌کند.
- * ElliptiGO
- Swingbike، یک دوچرخه تفریحی که در آن هم چنگال جلو و هم عقب می‌توانند تاب بخورند، به طوری که دوچرخه‌سوار می‌تواند هم با باسن و هم با فرمان بچرخد و در نتیجه تا حدی باسن خود را به حرکت درآورد.
- Risigo، یک دوچرخه تفریحی که در آن صندلی به صورت هماهنگ با میل لنگ بالا و پایین می‌رود، به طوری که لگن مانع از حرکت (یا کمک به) می‌شود.

### از بازوها
- دوچرخه دستی

### از کل بدن
- پارویی
- دست و پا
- Exycle: از پاها و سینه